# غاراني (غوهران)
غاراني (بالفارسية: گارانی) هي قرية تقع في إيران في Gowharan Rural District. يقدر عدد سكانها بـ 102 نسمة بحسب إحصاء 2016.